# Eunyctibora
Eunyctibora (лат.) — род насекомых из семейства Ectobiidae отряда тараканообразных. Ареал рода охватывает Южную и Центральную Америку от Панамы до Аргентины.

## Описание
Усики на значительной части своей длины сильно утолщены. Переднеспинка эллиптической формы. поперечном направлении. Её задний край сильнее изогнут, чем передний. Боковые части не вдавлены. Бёдра в передней части часто без шипов.

## Виды
В роде Eunyctibora 5 видов:
- Eunyctibora bicolor (Shelford, 1907) — Перу;
- Eunyctibora crassicornis (Burmeister, 1838) — Бразилия;
- Eunyctibora magnifica Shelford, 1912 — Перу;
- Eunyctibora nigrocincta (Shelford, 1907) — Панама и Колумбия;
- Eunyctibora omissa Brancsik, 1901 — Аргентина.